# Комсомольская (Звериноголовский район)
Комсомольская — деревня в Звериноголовском районе Курганской области. Входит в состав Круглянского сельсовета.

## География
Расположена в 3 км к северо-востоку от центра сельского поселения села Круглое.

## Население
| 1989 | 2002 | 2010 |
| ---- | ---- | ---- |
| 288  | ↗336 | ↘221 |